# Srpnové povstání
Srpnové povstání bylo neúspěšné povstání proti bolševické nadvládě v Gruzínské sovětské socialistické republice. Probíhalo od konce srpna do začátku září 1924. Cílem povstání bylo obnovit nezávislost Gruzie na Sovětském svazu. Vedl jej Výbor pro nezávislost Gruzie, což byl blok protisovětských politických organizací, mezi nimiž ústřední roli sehrávala Gruzínská sociálně demokratická strana (menševici). Povstání představovalo vyvrcholení tříletého odboje proti bolševickému režimu, který ustavila Rudá armáda sovětského Ruska během vojenské kampaně proti Gruzínské demokratické republice na začátku roku 1921. Vojska Rudé armády a tajné policie Čeka na rozkaz gruzínských bolševiků Josifa Stalina a Grigorije Konstantinoviče Ordžonikidzeho povstání potlačila a zahájila vlnu masových represí, které připravily o život několik tisíc Gruzínců. Srpnové povstání bylo jedním z posledních velkých povstání v Sovětském svazu a jeho porážka znamenala definitivní nastolení sovětské vlády v Gruzii.

## Pozadí
Rudá armáda prohlásila Gruzii za sovětskou socialistickou republiku 25. února 1921, když ovládla Tbilisi a donutila menševickou vládu odejít do exilu.
Masovou podporu však bolševici v zemi neměli. Během prvních tří let své vlády se jim podařilo naverbovat do své strany méně než 10 000 lidí, zatímco Gruzínská sociálně demokratická strana (menševici) měla přes 60 000 členů. Nezávislost v letech 1918–1921, i když krátkodobá, sehrála klíčovou roli v národním probuzení Gruzínů a sociální demokraté se stali symbolem této nezávislosti a národního uvědomění. 
Násilná sovětizace a rozhořčení nad následnými úpravami hranic, při nichž Gruzie ztratila značnou část svých předsovětských území ve prospěch Turecka, Ázerbájdžánské SSR, Arménské SSR a Ruské SFSR, podnítily širokou opozici vůči novému režimu. Nová bolševická vláda, vedená "Revkomem" (Revolučním výborem), se mezi obyvatelstvem těšila tak malé podpoře, že čelila zřetelné vyhlídce na povstání a občanskou válku. Bolševici měli omezené vazby s gruzínským rolnictvem, které bylo v drtivé většině proti kolektivizaci a nespokojené s nedostatkem půdy a dalšími ekonomickými problémy. 
Situaci v zemi dále zhoršil hladomor panující v mnoha oblastech v létě 1921 a následné vypuknutí epidemie cholery, která si vyžádala tisíce obětí. Zoufalý nedostatek jídla a zhroucení lékařských služeb měly za následek vysokou úmrtnost, mezi mrtvými byl i katolikos Leonid. 
Také dělnická třída v Gruzii byla nepřátelská vůči novému režimu, stejně jako inteligence a šlechta. Podřízení dělnických organizací a odborů bolševickým stranickým výborům a moskevská centralizační politika vyvolaly nespokojenost dokonce i mezi multietnickými dělníky z Tbilisi, kteří nejvíce sympatizovali s komunistickými myšlenkami.

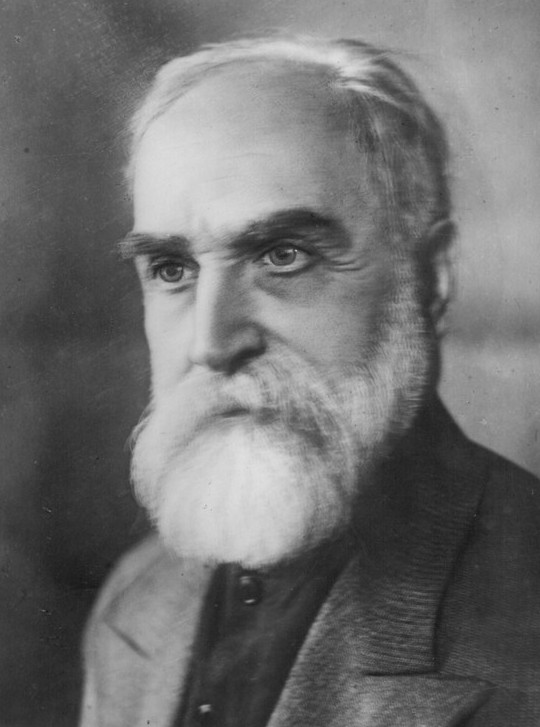
Filipp Macharadze

Zastánci tvrdé bolševické linie, vedení předsedou Zakavkazského regionálního výboru Komunistické strany Sovětského svazu Ordžonikidzem a lidovým komisařem pro národnosti RSFSR Josifem Stalinem, zahájili řadu opatření zaměřených na odstranění posledních zbytků gruzínské samosprávy. Proti nim stála skupina gruzínských bolševiků, které jejich oponenti označovali za „nacionální devianty“. Tu vedli Filipp Macharadze a Polikarp Mdivani. Volali po toleranci vůči menševické opozici, větší demokracii ve straně, umírněnému přístupu k pozemkové reformě a po větší autonomii na Moskvě. Tvrdošíjně se stavěli především proti Stalinovu projektu hospodářského a politického spojení všech tří zakavkazských republik. Politická krize známá jako „gruzínská aféra“ trvala po celý rok 1922 a skončila vítězstvím zastánců tvrdé linie. V důsledku toho se Gruzie sloučila s arménskou a ázerbájdžánskou republikou do Zakavkazské SFSR, což byla těžká rána pro gruzínskou národní hrdost.
Po porážce "národních deviantů" bolševici potlačili všechny druhy opozice. Mezi dubnem 1922 a říjnem 1923 byly všechny nebolševické strany, které si do té doby zachovaly právní status, nuceny oznámit rozpuštění. Ty, které pokračovaly v činnosti, tak činily jen jako podzemní organizace. Sověti také pronásledovali Gruzínskou pravoslavnou církev a uzavřeli nebo zničili více než 1500 kostelů a klášterů. Uvěznili řadu duchovních, včetně patriarchy Ambrosia, který byl zatčen a souzen za to, že zaslal protestní dopis Janovské konferenci v roce 1922, ve kterém popsal podmínky, v nichž Gruzie žila od invaze Rudé armády, a prosil o „pomoc civilizovaného světa.“

## Přípravy

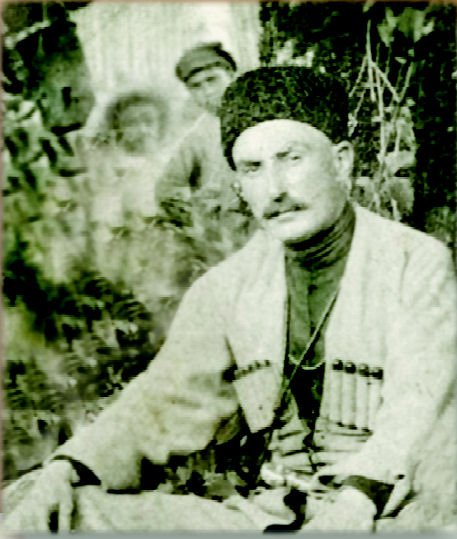
Kakuca Čolokašvili

V průběhu invaze Rudé armády se část poražených gruzínských sil stáhla do hor a zorganizovala se do několika malých partyzánských skupin. V několika regionech Gruzie vypukla partyzánská válka. V květnu 1921 povstali horalé ze Svanetie v severozápadní Gruzii v čele s Mosestrem Dadeškelianim, Nestorem Gardapchadzem a Bidzinou Pirveliovou. Po šestiměsíčním boji byla vzpoura potlačena a její vůdci byli zabiti. Počátkem roku 1922 vypuklo povstání proti sovětské nadvládě v Chevsuretii, dalším hornatém okrese, ale na severovýchodě Gruzie. Sovětským jednotkám se pomocí letectva podařilo zastavit šíření této vzpoury, ale nedokázaly ji úplně rozdrtit. Plukovníku Kakucovi Čolokašvilimu, který povstání vedl, se podařilo uprchnout do sousedního Čečenska, odkud několikrát pronikl do Gruzie a zabránil bolševikům získat oporu ve východních gruzínských horách. Velitel místní milice Levan Razikašvili byl zatčen a později zastřelen za to, že sympatizoval s povstáním.
V období 1922–1923 se 33 z 57 aktivních partyzánských oddílů rozpadlo nebo se vzdalo sovětským úřadům. Tristní situace protisovětské opozice přiměla všechny hlavní podzemní strany hledat užší spolupráci. Jednání však postupovala pomalu a teprve v polovině roku 1922 Gruzínská sociálně demokratická strana dosáhla dohody se svými rivaly – národními demokraty a některými dalšími politickými skupinami – o koordinaci jejich postupu proti bolševikům. Brzy se opoziční strany shromáždily do podzemního hnutí známého jako Výbor pro nezávislost Gruzie nebo „Damkom“ (zkratka pro Damoukideblobis Komiteti). Damkom, sponzorovaný exilovou vládou, zahájil přípravy na všeobecné povstání. Organizace zřídila „Vojenské centrum“ a jmenovala generála Spiridona Čavčavadzeho vrchním velitelem všech povstaleckých sil. Několik členů bývalé vlády Gruzínské demokratické republiky se tajně vrátilo z exilu, včetně bývalého ministra zemědělství Noe Chomerikiho a také bývalého velitele Národní gardy Valiko Jugheliho. Organizátoři, povzbuzovaní gruzínskými emigranty v Evropě, věřili, že by západní mocnosti mohly v jisté chvíli povstalce vojensky podpořit. Také doufali, že povstání vyvolá vzpoury i mezi dalšími kavkazskými národy. Ale tajná jednání s arménskými a ázerbájdžánskými nacionalisty nepřinesla žádné výsledky a ještě slibnější rozhovory s muslimským čečenským vůdcem Alim Mitajevem byly nakonec přerušeny kvůli masovému zatýkání a represím na severním Kavkaze.
Povstalecké síly byly oslabeny již před samotným povstáním. Gruzínské pobočce sovětské tajné policie Čeka s nedávno jmenovaným zástupcem náčelníka Lavrentijem Berijou, který měl potlačení opozice na starost, se podařilo proniknout do povstalecké organizace a provést hromadné zatýkání. Prominentní aktivista Gruzínské sociálně demokratické strany David Sagirašvili byl zatčen a poté v říjnu 1922 deportován do Německa spolu s dvaašedesáti dalšími sociálními demokraty. Další těžkou ztrátu utrpěla gruzínská opozice v únoru 1923, když bylo zatčeno patnáct členů Vojenského centra. Mezi nimi byli hlavní vůdci, generálové Kote Abchazi, Alexander Andronikašvili a Varden Culukidze. Byli popraveni 19. května 1923. V březnu 1923 Čeka objevila podzemní menševickou tiskárnu a zatkla několik opozičníků. Vůdci sociální demokracie Noe Chomeriki, Benia Čchikvišvili a Valiko Jugheli padli do rukou Čeky postupně 9. listopadu 1923, 25. července 1924 a 6. srpna 1924.
Za těchto okolností někteří Gruzínci pochybovali, zda povstání může být úspěšné. Zajatý vůdce rebelů Jugheli naléhal na představitele Čeky, aby mu umožnili informovat své spolubojovníky, že jejich plány byly odhaleny a od vzpoury je odradit. Čeka to však odmítla. Jugheliho zpráva se nakonec k rebelům dostala, ale usoudili, že jde o provokaci Čeky. Existuje mnoho náznaků, že sovětská rozvědka nejenže povstání vítala, ale byla částečně zapletena i do jeho vyprovokování. Čeka byla dobře informována o nespokojenosti lidu s bolševickou vládou. Berija, Stalin a spol. viděli v povstání šanci, jak rozdrtit veškerý odpor silou a vyřídit si také osobní účty se svými bývalými politickými rivaly v Gruzii.

## Povstání
Dne 18. srpna 1924 Damkom naplánoval vypuknutí povstání na 29. srpna. Díky určitému nedorozumění se však již o den dříve, 28. srpna, vzbouřilo hornické město Čiatura v západní Gruzii. To umožnilo sovětské vládě včas uvést všechny dostupné síly v regionu do pohotovosti. Přesto povstalci nejprve dosáhli značného úspěchu a vytvořili prozatímní vládu, které předsedal princ Giorgi Cereteli. Povstání se rychle rozšířilo do sousedních oblastí a velká část západní Gruzie a několik okresů ve východní Gruzii byly vyrvány ze sovětské kontroly.
Úspěch povstání byl však krátkodobý. Přestože povstání zašlo dále, než Čeka předpokládala, reakce sovětských úřadů byla rychlá. Stalin rozptýlil v Moskvě jakékoli pochybnosti o významu nepokojů v Gruzii jednoslovným popisem situace: „Kronštadt“. Odkazoval tím na rozsáhlé, i když neúspěšné povstání sovětských námořníků v roce 1921.
Další jednotky Rudé armády pod velením Semjona Pugačova byly okamžitě poslány do Gruzie a zablokovaly gruzínské pobřeží, aby zabránily vylodění gruzínských emigrantských skupin. Oddíly Rudé armády a Čeky zaútočily na první povstalecká města v západní Gruzii – Čiaturu, Senaki a Abašu – již 29. srpna a podařilo se jim do 30. srpna zatlačit rebely do lesů a hor. Rudá armáda se střetla s mohutným odporem zejména v provincii Gurie, domovské to oblasti mnoha vůdců gruzínské sociální demokracie. Naopak Tbilisi, Batumi a některá větší města, kde se bolševici těšili větší autoritě, zůstala v klidu, stejně jako Abcházie a většina území osídlených etnickými menšinami.
Po neúspěchu, který utrpěli povstalci na západě, se ohnisko povstání přesunulo do východní Gruzie, kde 29. srpna zaútočily velké povstalecké síly pod velením plukovníka Čolokašviliho na kasárna Rudé armády v Manglisi. Byly však zatlačeny zpět sovětskými jednotkami, které silně opevnily všechny strategické pozice v hlavním městě a okolí. Posily nedorazily a Čolokašviliho síly zůstaly izolovány, což je přinutilo ustoupit na východ do provincie Kachetie. 3. září Čolokašvili učinil poslední zoufalý pokus zvrátit průběh povstání a překvapivým útokem dobyl město Dušeti. Nezvládl však protiofenzívu Rudé armády a stáhl se do hor. Rozptýlený partyzánský odpor pokračoval několik týdnů, ale v polovině září byla většina hlavních povstaleckých skupin zničena. Potlačení povstání bylo doprovázeno propuknutím rudého teroru, „bezprecedentního i v nejtragičtějších okamžicích revoluce“, jak to popsal francouzský autor Boris Souvarine.

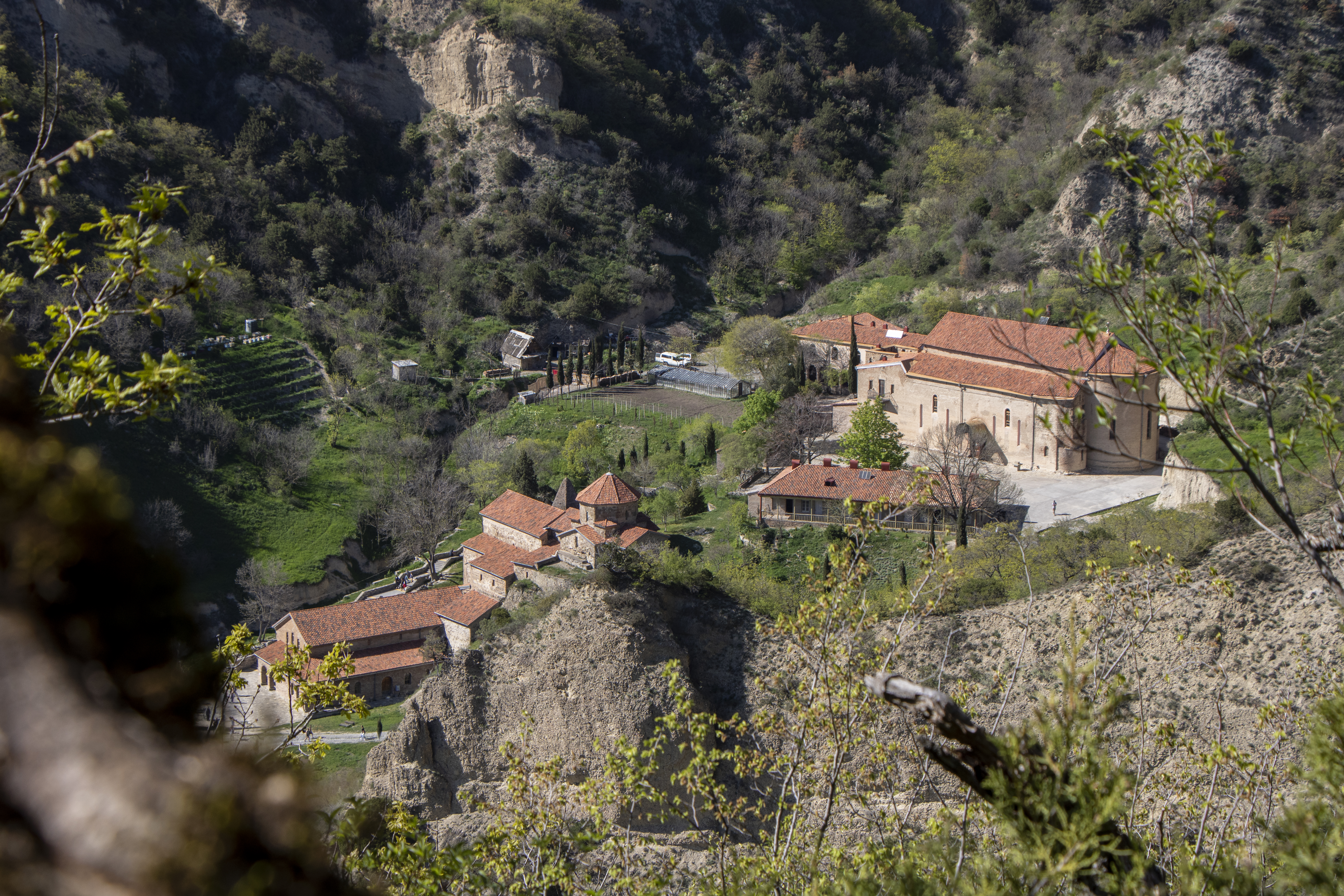
V klášteře Šio-Mgvime bylo tajné sídlo povstalců

4. září Čeka objevila hlavní velitelství rebelů v klášteře Šio-Mgvime poblíž města Mccheta a zatkla prince Andronikašviliho, předsedu Damkomu, a jeho společníky Džavachišviliho, Išchneliho, Jinoria a Bochorišviliho. Téhož dne se Berija setkal se zatčenými opozičníky v Tbilisi a navrhl jim vydat prohlášení, v němž vyzvou partyzány, aby složili zbraně. Zatčení rebelové návrh přijali pod podmínkou, že bude okamžitě vydán rozkaz k zastavení hromadných poprav. Berija souhlasil. Perzekuce však neskončily. V rozporu se slibem, který dal Berija zatčeným opozičním vůdcům, pokračovalo masové zatýkání a popravy.
V sérii nájezdů zabily jednotky Rudé armády a Čeky tisíce civilistů a vyhladily celé rodiny včetně žen a dětí. Hromadné popravy probíhaly také ve věznicích, kde byli lidé zabíjeni bez soudu. Popravováni byli i ti, co v době povstání byli ve vězení a nijak se na něm nepodíleli. Stovky zatčených byly zastřeleny v železničních vagónech, takže mrtvá těla mohla být odstraněna rychleji – nový a účinný technický vynález důstojníka Čeky Talachadzeho.
Přesný počet obětí masakrů zůstává neznámý. Přibližně 3000 Gruzínů zemřelo v bojích. Počet těch, kteří byli popraveni během povstání nebo bezprostředně po něm, činil 7 000–10 000 nebo i více. Podle Černé knihy komunismu bylo od 29. srpna do 5. září 1924 usmrceno 12 578 Gruzínců. Asi 20 000 jich bylo deportováno na Sibiř a do středoasijských pouští.

## Následky
Zprávy o rozsahu represí vyvolaly v zahraničí pobouření, zejména mezi sociálními demokraty. Vedoucí představitelé Druhé internacionály zaslali Společnosti národů rezoluci odsuzující sovětskou vládu, ale nedosáhli žádných podstatných výsledků. Německá komunistka a feministka Klára Zetkinová navštívila Tbilisi a poté vydala na západě brožuru, ve které tvrdila, že bylo během nepokojů zastřeleno pouze 320 osob.
Nicméně bolševické politbyro bylo ze situace v Gruzii znepokojeno. Zřídilo zvláštní komisi vedenou Ordžonikidzem, která měla vyšetřit příčiny povstání a aktivity Čeky při jeho likvidaci. V říjnu 1924, po vydání zprávy komise, byli někteří členové gruzínské Čeky označeni za „nespolehlivé živly“. Sám Ordžonikidze před ústředním výborem v Moskvě v říjnu 1924 připustil, že „snad jsme zašli trochu daleko, ale nemohli jsme si pomoct“.
7. října 1924 Rada lidových komisařů Gruzie udělila amnestii všem účastníkům povstání, kteří se dobrovolně vzdali. Začátkem března 1925 přijela do Gruzie formální hlava Sovětského svazu Michail Kalinin, který vyzval k amnestii účastníků povstání a k zastavení náboženského pronásledování. Výsledkem bylo, že řádění Čeky v Gruzii bylo umenšeno, například katolikos Ambrosius a další duchovní byli propuštěni z vězení. Navzdory tomu bylo během let 1925–1926 bez soudu zastřeleno nejméně 500 dalších sociálních demokratů.
Pro gruzínskou společnost znamenalo rozdrcení povstání šok, ze kterého se nikdy úplně nevzpamatovala. Nejaktivnější část gruzínské společnosti zasazující se o nezávislost, tedy šlechta, vojenští důstojníci a intelektuální elity, byla prakticky vyhlazena. Pouze několika jednotlivcům se podařilo uprchnout do zahraničí. Povstání bylo také využito jako záminka k represím na Tbiliské univerzitě, kterou bolševici považovali za hnízdo gruzínského nacionalismu. Navzdory skutečnosti, že několik předních akademiků, kteří sympatizovali s protisovětským hnutím nebo se na něm dokonce podíleli, se nakonec od myšlenky ozbrojeného povstání distancovalo a dokonce ho ve zvláštním prohlášení odsoudilo, byli propuštěni. Známý historik Ivane Džavachišvili musel opustit místo rektora. Univerzita byla plně podřízena komunistické straně, což vedlo k jejímu úpadku. Sociální demokracie se ocitla v troskách. Její exilový zbytek se rozpadl někdy v 50. letech. Strana se nestala ani významnou exilovou silou, ani již nesehrála později žádnou roli po vzniku samostatné Gruzie.
Na druhé straně události částečně pomohly gruzínským rolníkům. Stalin prohlásil, že příčinou povstání v srpnu 1924 byla nespokojenost rolníků a vyzval stranu, aby si je usmířila. Připustil, že „to, co se stalo v Gruzii, se může stát v celém Rusku, pokud zcela nezměníme svůj postoj k rolnictvu“. V důsledku toho Komunistická strana Gruzie dočasně zmírnila pokusy o prosazení kolektivizace.
Dalším faktorem pro zmírnění odporu proti bolševikům byla politika "korenizacije", jež ve zbytku 20. let začala být sovětskou vládou prosazovaná. Byly podporovány gruzínské umění i jazyk. Byla posílena role etnických Gruzínců ve správních a kulturních institucích. Tuto politiku opustil až Stalin ve 30. letech.

## Dozvuky
V éře Sovětského svazu zůstalo srpnové povstání tabuizovaným tématem. Až koncem 80. let 20. století se protisovětští bojovníci z roku 1924, zejména Kakuca Čolokašvili, znovu stali symbolem gruzínského vlastenectví a národního odporu vůči sovětské vládě. Proces právní rehabilitace obětí represí ve 20. letech 20. století začal v rámci politiky glasnosti Michaila Gorbačova a byl dokončen 25. května 1992 dekretem Státní rady Gruzínské republiky, které předsedal Eduard Ševardnadze. V souvislosti s otevřením Muzea sovětské okupace v květnu 2006 ministerstvo vnitra Gruzie zveřejnilo další archivní materiály ze sovětské éry, které umožnily mj. zkompletovat seznam obětí.